# 輪島市立上野台中学校
輪島市立上野台中学校（わじましりつ うわのだいちゅうがっこう）は、石川県輪島市にあった中学校。

## 沿革
- 1961年（昭和36年）4月1日 輪島中学校 (初代)、大屋中学校を廃止して輪島市立上野台中学校が創立。
- 2014年（平成26年）4月1日 松陵中学校、三井中学校と統合して輪島市立輪島中学校が創立。

## 制服
- 男子は学生服、女子はセーラー服。

## 通学区域
- 鳳至小学校、大屋小学校の卒業生が通学した。